# タイタニックランス
タイタニックランス（TITANIC LANCE）は、タイトーのコンピューターゲーム『ダライアス外伝』に登場する架空の宇宙戦艦。

## 特徴
モチーフはベレムナイトとされるが、実際の容貌と形状はチョッカクガイである。
ゲームでは最大サイズのボスとして登場し、約5画面分にも達する巨体が特徴。古生代のチョッカクガイでは体長10ｍにも達する巨大種も見つかっているので、それに相応しい巨体で迫ってくる。
Mゾーンのボスだが、ゾーンの大半はこのボスで出来ていると言ってもよい。スーパーファミコン版『ダライアスフォース』に登場する巨大ボス、ピースデストロイヤー（リュウグウノツカイ）の流れを汲んでいる。

## 能力
胴体先端部から順々に破壊していき、最終的に頭部を破壊することが目的となるが、そこに至るまでに長い道のりを要する。
頭部先端のロングレーザーと、3つのアンカーを伸ばして攻撃してくる。その次にはホーミングレーザーを撃つブロックがある。それを破壊すると、今度はレーザー弾を連射し、破壊しても再生してしまう上下2つの砲台を持つ、ホーミングミサイルと弾を撒き散らすブロックを露出する。次には、縦に2分割し自機を潰そうとするブロック（リーダインにも似た攻撃）と電磁ボールを放つ。
更に進めば、爆裂弾を撒き散らす球体を放った後、3方向弾を撃つアンモナイト型の小型艇と多数のホーミングミサイルを撃つ。続くパーツではコバンザメ型の攻撃艇6機を放ち、次いで外殻の破片を巻き上げつつ極太のバーナーを噴射する。
そして頭部の本体と対決することになるが、耐久力のある頭部カバーを外さないと、ボスの弱点部分にダメージを与えることは出来ない。その最中に触手部分は先端から一部分ずつ分離して弾を撃ち、更に自機に向かって体当たりしてくる（但し触手の根本部分を破壊すれば、一気に先端部まで破壊する事も可能）。そして、戦闘が長引くと口からホーミングレーザーとサーチレーザーを連射してくる。

## 他の古代頭足類型戦艦
本種と同じ古代頭足類型のベルサー戦艦として、次のものがある。

### ミスティックパワー（MYSTIC POWER）
『ダライアス』のアーケード版ポスターに登場したものの、ボツとなったアンモナイト型巨大戦艦。
PCエンジン版『スーパーダライアス』と『ダライアスプラス』、ゲームボーイアドバンスの『ダライアスR』のボスとして登場する。頭部近辺が弱点。
殻の穴からブーメラン型レーザー、触手から3方向弾を撃つ。『サイバリオン』ではグロドロイドというボスキャラで登場している。『スーパーダライアスII』でも中ボスとして出演。ダライアス外伝では前述のタイタニックランスが放出する敵キャラがアンモナイトになっている為か、Jゾーン背景には登場しない。メガドライブ版ダライアスにも登場。

### マッドホイール（MUD WHEEL）
PSPの『ダライアスバースト』に登場するオウムガイ型戦艦。
本物のオウムガイほど触手は多くないが、そこからショートレーザーを撃ち、殻を回転させてミサイル弾と回転砲塔による攻撃を加え、頭部殻からは破壊可能弾も放出する。
殻の奥にバーストビーム発射口を持ち、回転する際に殻に体を入れるが、体全体が弱点。
また、『ダライアスバースト アナザークロニクル』にはハードホイール(HARD WHEEL)、ソーンホイール(THORN WHEEL)といった武装の異なる亜種が登場する。

## その他
『Gダライアス』のゾーンλ前半シーンでは、背景に本艦に類似した構造物が映る場面がある。あくまでゲーム演出なので、動き出して戦うという事はない。
また『ダライアスフォース』には、アンモナイト型の中ボスが登場。
水中ゾーン（B、I）のみに登場し、後方から現れた後、円運動をしながら触手から単発のレーザーを撃つ。